# Вилла Кардуччи
Вилла Кардуччи (итал. Villa Carducci), или Вилла Кардуччи-Пандольфини (итал. Villa Carducci-Pandolfini) —
загородный дом построенный в XV веке в окрестностях Флоренции, в местности между Легнайя(итал. Legnaia) и Соффьяно(итал. Soffiano). Вилла знаменита своими фресками Ciclo degli uomini e donne illustri, выполненными Андреа дель Кастаньо около 1450—1451 гг. на сюжет знаменитых мужей. За исключением нескольких фрагментов эти росписи теперь хранятся в галерее Уффици; в помещении собственно виллы осталось изображение Мадонны с младенцем, «Адам», «Ева» и архитектурный декор.
Архитектурный комплекс включает в себя также остатки древней башни XIV века.
В первой половине XV века виллой владел Филиппо Кардуччи, влиятельный флорентиец, близкий к Медичи, неоднократно занимавший посты в совете десяти и избиравшийся гонфалоньером справедливости. Он и был заказчиком фресок Кастаньо. После смерти Филиппо, последовавшей в июне 1449 года, вилла перешла его родственнику Андреа Кардуччи, а в 1472 году была продана семейству Пандольфини.
В 1952 году вилла была приобретена итальянским государством.

## Фрески
Фрески были выполнены в лоджии виллы, которая представляла собой прямоугольное помещение, открытое вдоль одной из длинных сторон. На противоположной длинной стене Кастаньо изобразил девять знаменитых людей.
Лоджия впоследствии была преобразована в зал. Несколько позже, вероятно в конце XVI века, стены зала были оштукатурены. Лишь в 1847—1848 годах фрески были раскрыты, перенесены на холст и поступили на хранение в  галерею Уффици.
Мадонна с Младенцем, Адам и Ева на левой торцевой стене были раскрыты во время реставрации 1948—1949 годов. Никаких следов фресок на правой торцевой стене не обнаружено.